# Galina Kostenko
Galina Kostenko (* 8. Oktober 1938 in Moskau; † 3. Juli 2021) war eine sowjetische Leichtathletin.
Galina Kostenko war zweifache UdSSR-Meisterin im Hochsprung. Bei den Olympischen Sommerspielen 1964 in Tokio belegte sie im Hochsprung-Wettkampf den 16. Platz.
Nach ihrer sportlichen Karriere lehrte Kostenko an der Fakultät für Leibeserziehung der Lomonossow-Universität Moskau.
Nachdem sie im Juli 2021 mehrere Tage nicht auf Anrufe und Besuche an ihrer Wohnungstür reagiert hatte, wurde die Haustür aufgebrochen und Kostenko wurde tot aufgefunden.